# Luc Gélinas
Pour les articles homonymes, voir Gélinas.
Luc Gélinas, né le 10 décembre 1967 à Saint-Boniface en Mauricie (Québec, Canada), est un journaliste sportif canadien et un auteur. Il est journaliste au Réseau des sports (RDS), l'une des principales chaînes sportives canadiennes francophones, au sein de laquelle il couvre principalement les activités liées aux Canadiens de Montréal. Il est l'auteur de nombreux ouvrages dont deux portant sur le hockey sur glace parus respectivement en 2008 et 2011, dans lesquels il décrit les embûches que certains des plus grands joueurs de la Ligue nationale de hockey (LNH) ont dû surmonter pour se rendre où ils sont présentement. Il est aussi auteur d'une série de livres jeunesse de 5 tomes parus en 2012, 2013 et 2014.

## Biographie
Luc Gélinas est né en Mauricie à Saint-Boniface. Déjà lorsqu'il étudiait au Séminaire de Sainte-Marie à Shawinigan, il a développé un goût pour le journalisme grâce à son implication pour la radio et le journal scolaire. C'est aussi grâce à cette implication qu'il a réussi à se dénicher une place comme bénévole à la télé-communautaire. Déjà, il aimait le journalisme sportif puisqu'il travaillait lors des matchs des Cataractes de Shawinigan. Puis, Luc Gélinas se dirigea vers la radio AM de Shawinigan, CJSM, où il travaille comme reporter sportif à temps partiel au cours de l'année 1985. 
Afin de parfaire ses connaissances dans le domaine journalistique, Luc Gélinas a obtenu un diplôme d'études collégiales au cégep de Jonquière en Art et Technologies des Médias (ATM) avec une spécialisation en presse écrite. Gélinas a obtenu son diplôme en 1988 et pratique depuis le métier de journaliste. 
Luc Gélinas est père de trois enfants (Guillaume, Daphnée et Pénélope) et réside dans la région de Lanaudière.

## Carrière
Luc Gélinas a commencé sa carrière à TQS pour l'émission Caméra 88 puis Caméra 89 diffusée les dimanches soir. En même temps que ce premier travail comme diplômé, il était pigiste pour la chaîne de télévision RDS. C'est en février 1990 qu'il décide de quitter TQS pour se concentrer à 100 % sur sa carrière au sein du Réseau des Sports. Au début, les tâches qu'il occupe sont assez variées. Il pouvait agir en tant que reporter pour l'actualité ou encore être tout simplement dans la salle de nouvelle pour écrire les textes que le présentateur devait lire. À ses débuts, Luc Gélinas couvrait déjà le tricolore mais seulement occasionnellement. Ce n'était donc pas sur une base régulière. 
Durant cette période, il a réalisé deux émissions qui ont été mises en nomination au prix Gémeaux dans la catégorie «Meilleure émission spéciale d'information». Ces deux émissions sont Les stéroïdes, une victoire artificielle ainsi que Manon Réhaume, image à vendre.
En 1992, Luc Gélinas est alors affecté à Sports 30 ainsi qu'aux activités des Canadiens de Montréal. Tout au long de sa carrière, il a couvert certains moments importants du monde des sports comme les championnats du monde de hockey, sept finales de la coupe Stanley, douze Matchs des étoiles de la LNH et, à cinq occasions, les Jeux olympiques : ceux de Salt Lake City en 2002, Turin en 2006, Vancouver en 2010, Londres en 2012 et finalement Sotchi en 2014. 
Luc Gélinas est aussi actif sur le site internet de RDS.ca en tant que blogueur et aussi sur Twitter.

## Auteur
Depuis 2008, en plus du journalisme, Luc Gélinas œuvre aussi à titre d'auteur avec plus d'une dizaine de livres à son actif. Son premier livre, «La LNH, un rêve possible», est sorti sur les tablettes en 2008,. Cet ouvrage, rapidement devenu un best-seller, raconte le cheminement de huit joueurs de la LNH et la façon dont ils sont parvenus à atteindre leur rêve. Ce premier tome traite de huit joueurs différents, dont Vincent Lecavalier, Roberto Luongo, Martin Brodeur et Simon Gagné. Vendu à près de 30,000 exemplaires, il est considéré comme un succès en librairie.
Il trouvait que l'histoire de ces joueurs, qui n'ont pas toujours eu la vie facile, pourrait être inspirante et motivante pour tous les jeunes joueurs de hockey du Québec qui rêve de jouer dans la grande ligue. 
Après le succès de son premier ouvrage, Luc Gélinas a décidé d'écrire un deuxième tome intitulé La LNH un rêve possible 2 - Rêves d'ici et d'ailleurs ,. Celui-ci paraît chez Hurtubise le 31 mars 2011. Gélinas y exploite toujours le même concept, mais avec la collaboration de joueurs de diverses origines afin d'explorer des cultures de hockey différentes de celles abordées dans le premier tome,. On peut y apprendre l'histoire de Brian Gionta, Scott Gomez, Michael Cammalleri et Alex Kovalev. De plus, ce deuxième tome raconte l'histoire de Kim St-Pierre.
Il a également publié une série de romans jeunesse se déroulant dans l'univers du hockey junior : C'est la faute à Ovechkin (2012), C'est la faute à Mario Lemieux (2013), C'est la faute à Carey Price (2013), C'est la faute à Patrick Roy (2014) et C'est la faute à Félix Riopel (2014) obtiennent un grand succès, sont tous devenus des best-sellers avec plus de 10 000 exemplaires vendus chacun (alors qu'un livre est considéré comme un best-seller au Québec après 3000 exemplaires vendus), et sont publiés en Europe, notamment en Suisse.  Les droits d'adaptation ont été acquis, en 2014, par la société Connections Productions pour une série de longs métrages.
Il publie par la suite une série jeunesse, pour les 8 à 12 ans cette fois. L'étonnante saison des Pumas compte trois tomes : Les débuts de Tristan (2016), Le tournoi (2016) et L'improbable triomphe (automne 2017).
En 2019, il écrit une biographie de Steve Bégin, en collaboration avec Sylvain Guimond.
En 2021, il a publié C’est la faute à Ovechkin.